# Apanthura robertiana
Apanthura robertiana is een pissebed uit de familie Anthuridae. De wetenschappelijke naam van de soort is voor het eerst geldig gepubliceerd in 1925 door Monod.